# Black Cherry (Acid Black Cherryの曲)
「Black Cherry」（ブラック・チェリー）は、Acid Black Cherryの2枚目のシングル。2007年9月26日にavex traxから発売された。

## 解説
完全限定生産盤には表題曲のPVとオフショットを収録したDVD付属。  通常盤の初回限定盤には封入特典としてトレーディングカード封入（全5種類中1枚ランダム封入）、オリジナル携帯待ち受け画面プレゼント（全4種類中1種選択）。
「Black Cherry」のレコーディングにはYUKIがギター、La'cryma ChristiのSHUSEがベース、菅沼孝三がドラム、ピストルバルブがブラスとホーンで参加。ちなみに、レコーディングにギタリストとして参加したYUKIの在籍しているバンド名の綴りが公式サイト内では間違って表記されていた（ディスコグラフィの項を参照のこと）。PVにはバンドメンバーとしてPENICILLINの千聖、BREAKERZのAKIHIDEがギター、SHUSEがベース、淳士がドラム、ピストルバルブがブラスとホーンとして出演。
タイトル「Black Cherry」が自身のプロジェクト名を意識しているかとも見られるが、本人が言うには「別に意識しておらず、プロジェクト名が決まる前から出来ていた曲」とのこと。
カップリング曲には《Recreation Track》として1983年に村下孝蔵がリリースした5thシングル「初恋」のカバーを収録している。

## 収録曲
| 全編曲: 林保徳。 |                  |            |      |
| #                | タイトル         | 作詞・作曲 | 時間 |
| 1.               | 「Black Cherry」 | 林保徳     | 4:25 |
| 2.               | 「初恋」         | 村下孝蔵   | 3:42 |
| 合計時間:        | 合計時間:        | 合計時間:  | 8:07 |

| #  | タイトル                     | 作詞 | 作曲・編曲 |
| -- | ---------------------------- | ---- | ---------- |
| 1. | 「Black Cherry」(Music clip) |      |            |
| 2. | 「OFF SHOT」                 |      |            |

## 収録アルバム
| 曲名         | アルバム       | 発売日        | 備考                  |
| ------------ | -------------- | ------------- | --------------------- |
| Black Cherry | 『BLACK LIST』 | 2008年2月20日 | 1stオリジナルアルバム |